# Ozyptila atlantica
Ozyptila atlantica là một loài nhện trong họ Thomisidae.
Loài này thuộc chi Ozyptila. Ozyptila atlantica được J. Denis miêu tả năm 1963.